# Лукаре
Лукаре (на македонска литературна норма: Лукаре; на албански: Lukar) е село в община Липково.

## География
Селото е разположено в северните поли на Скопска Църна гора, над Гошинце.

## История
Селото се води като отделно селище от 2014 година.